# Souleïman Bencheikh
Pour les articles homonymes, voir Bencheikh.
Souleïman Bencheikh, né en 1980, est un journaliste, éditorialiste, enseignant et essayiste marocain. Il dirige la société Comm'Unity 21, éditrice des sites web La Dépêche.ma et Dinwadunia.com. Il a notamment co-fondé fin 2010, le magazine historique Zamane, après avoir fait ses « classes » au Journal hebdomadaire et à Telquel. En décembre 2015, il a lancé un nouveau mensuel, Dîn wa Dunia, le magazine des cultures et des religions, devenu plus tard Dinwadunia.com. De novembre 2016 à janvier 2018, il a dirigé Big Media House, un groupe de presse présent sur le print et le web, qui éditait pas moins de six titres de presse.

## Biographie

### Jeunesse et formation
Souleïman Bencheikh est né en 1980. Il effectue ses études à l'Institut d'études politiques de Paris et à l'École supérieure de journalisme de Paris. Il est également diplômé de l'Université Paris-Nanterre en lettres modernes et en histoire. Il a aussi suivi une partie de ses études supérieures à l'université Mohammed-V de Rabat, au sein de la Faculté de droit.

### Parcours
Adepte d'un journalisme « analytique » et abordant souvent des sujets épineux (tels que la monarchie et le Sahara), Souleïman Bencheikh a exercé au Journal hebdomadaire où il a publié ses premières tribunes en 2003 (« Retour sur une ouverture parlementaire ratée », « Monarchie et démocratie : L'impossible équation »), puis à TelQuel dont il a été rédacteur en chef et chef d'enquête. Après un court passage par la radio marocaine (rédacteur en chef de Luxe Radio), il a lancé avec Youssef Chmirou, en novembre 2010, le premier mensuel consacré à l'Histoire du Maroc, Zamane, dont il a été le directeur de la rédaction jusqu'à son départ en octobre 2012, ayant démissionné en raison de son sentiment d'un manque d'indépendance croissant durant les derniers mois où il a exercé cette fonction. Par ailleurs, depuis 2009, il collabore avec la presse française (correspondant de L'Express), et à la suite de son départ de Zamane, a signé dans TelQuel une chronique intitulée « Décalages » .
En décembre 2015, il a lancé le magazine Dîn wa Dunia, mensuel d'une centaine de pages consacré aux cultures et aux religions, dont il est directeur de la publication et de la rédaction. La naissance de ce nouveau périodique est largement relayée dans les médias marocains (2M, Libération), étrangers (Le Monde) et sur le net (médias24, h24info, huffingtonpost...).
En dehors de son activité journalistique, Souleïman Bencheikh enseigne le journalisme dans plusieurs écoles privées au Maroc et est l'auteur d'un essai, Le Dilemme du Roi ou la Monarchie marocaine à l'épreuve (Casa Express Éditions, 2014). Il a également contribué à plusieurs ouvrages collectifs sous la direction d'Assia Belhabib : Le Jour d'après : Dédicaces à Abdelkébir Khatibi (Afrique Orient, 2010) et Quand le printemps est arabe (La Croisée des chemins, 2014).
Par ailleurs, depuis juin 2010, il tient un blog personnel présentant une sélection d'articles de sa plume parus dans divers périodiques.

## Distinctions
En 2007, Souleïman Bencheikh a remporté le premier prix Press Now  du journalisme d'investigation pour un article intitulé « Qui sont nos jeunes cerveaux de l'étranger ? », paru au Journal hebdomadaire. 
En 2013, il a été sélectionné parmi les 30 espoirs TIZI — Tariq Ibnou Ziyad Initiative — pour le Maroc, dans la catégorie Presse et journalisme « en témoignage de ses valeurs, savoir-faire et savoir-être et en reconnaissance à ses réalisations et ambitions pour le rayonnement du Maroc ».